# العلاقات السعودية الليبيرية
العلاقات السعودية الليبيرية هي العلاقات الثنائية التي تجمع بين السعودية وليبيريا.

## مقارنة بين البلدين
هذه مقارنة عامة ومرجعية للدولتين:
| وجه المقارنة                                              | السعودية        | ليبيريا      |
| --------------------------------------------------------- | --------------- | ------------ |
| المساحة (كم2)                                             | 2.25 مليون      | 111.37 ألف   |
| عدد السكان (نسمة)                                         | 33.00 مليون     | 4.73 مليون   |
| الكثافة السكانية (ن./كم²)                                 | 14.67           | 42.47        |
| العاصمة                                                   | الرياض، الدرعية | مونروفيا     |
| اللغة الرسمية                                             | اللغة العربية   | لغة إنجليزية |
| العملة                                                    | ريال سعودي      | دولار ليبيري |
| الناتج المحلي الإجمالي (بليون دولار)                      | 683.83 مليار    | 2.16 مليار   |
| الناتج المحلي الإجمالي (تعادل القوة الشرائية) بليون دولار | 1.69 تريليون    | 3.76 مليار   |
| الناتج المحلي الإجمالي الاسمي للفرد دولار أمريكي          | 20.48 ألف       | 455          |
| الناتج المحلي الإجمالي للفرد دولار أمريكي                 | 52.01 ألف       | 842          |
| مؤشر التنمية البشرية                                      | 0.837           | 0.430        |
| رمز المكالمات الدولي                                      | +966            | +231         |
| رمز الإنترنت                                              | .sa             | .lr          |
| المنطقة الزمنية                                           | ت ع م+03:00     | 00           |

## منظمات دولية مشتركة
يشترك البلدان في عضوية مجموعة من المنظمات الدولية، منها:
| علم المنظمة | اسم المنظمة                               | تاريخ انضمام السعودية | تاريخ انضمام ليبيريا |
| ----------- | ----------------------------------------- | --------------------- | -------------------- |
|             | مؤسسة التنمية الدولية                     | 30 ديسمبر 1960        | 28 مارس 1962         |
|             | البنك الإفريقي للتنمية                    | 4 أغسطس 1963          | ?                    |
|             | مؤسسة التمويل الدولية                     | 18 سبتمبر 1962        | 28 مارس 1962         |
|             | منظمة حظر الأسلحة الكيميائية              | ?                     | ?                    |
|             | الأمم المتحدة                             | 24 أكتوبر 1945        | 2 نوفمبر 1945        |
|             | الاتحاد الدولي للاتصالات                  | 7 فبراير 1949         | 10 أكتوبر 1927       |
|             | منظمة الشرطة الجنائية الدولية             | 13 يونيو 1956         | ?                    |
|             | البنك الدولي للإنشاء والتعمير             | 26 أغسطس 1957         | 28 مارس 1962         |
|             | الاتحاد البريدي العالمي                   | ?                     | ?                    |
|             | المركز الدولي لتسوية المنازعات الاستشارية | 7 يونيو 1980          | 16 يوليو 1970        |
|             | وكالة ضمان الاستثمار متعدد الأطراف        | 12 أبريل 1988         | 12 أبريل 2007        |
|             | يونسكو                                    | 4 نوفمبر 1946         | 6 مارس 1947          |

## وصلات خارجية
- موقع وزارة الخارجية السعودية
- موقع وزارة الخارجية الليبيرية